# Faillissement van Sabena

Logo van Sabena

Op 7 november 2001 werd het faillissement van Sabena uitgesproken door de handelsrechtbank van Brussel. Door het grootste faillissement in de Belgische geschiedenis verloren meer dan 7500 mensen hun baan.

## Voorafgaand
De maatschappij kreeg in de loop van haar bestaan meerdere malen kapitaal toegestopt door de Belgische Staat. In de periode 1975-1978 raakte zo’n 5 miljard Belgische frank opgesoupeerd. Sabena was in haar bestaan maar een beperkt aantal jaren winstgevend, waarna de financiële situatie in de jaren ‘70 verslechterde.
In de jaren ‘80 ging Sabena op zoek naar partners om mee te kunnen samenwerken in een luchtvaartalliantie. Na een afslanking van het personeelsbestand werden er gesprekken aangeknoopt met onder meer SAS, KLM en British Airways, die allemaal slecht eindigden.
In 1992 wilde de toenmalige baas van Sabena, Pierre Godfroid, gaan samenwerken met Air France. De Franse maatschappij zat op dat moment in slechte papieren waardoor ook deze samenwerking niet doorging.
Vanaf 1995 werd Swissair binnengehaald als minderheidsaandeelhouder van Sabena. De Zwitserse maatschappij verwierf 49,5% van de aandelen van de Belgische luchtvaartmaatschappij. Onder druk van de Zwitsers werd de volledige vloot in zo’n 4 jaar vernieuwd door 23 Avro-toestellen en 34 Airbus-toestellen, terwijl Sabena tot dan toe voornamelijk met Boeing-vliegtuigen vloog.
In die jaren werd er door de Sabena-directie een constructie van belastingontduiking opgezet via de Bermuda-eilanden. De raad van bestuur hield haar vergaderingen daar, zodat ze na de meetings zichzelf zwarte bonussen in contanten kon uitkeren om ermee terug naar België te kunnen reizen. Swissair wist van deze bonussen maar hield deze in stand om hiermee de Sabena-directie onder druk te kunnen zetten. Volgens de vakbonden zou dit de oorzaak zijn dat de Belgische toplui zich niet verzet hebben tegen het leeghalen van Sabena door Swissair.
In de nasleep van de aanslagen op de WTC-torens van 11 september 2001 en de crisis in de luchtvaart liet Swissair weten dat het zijn financieel engagement niet meer zou nakomen. Op 1 oktober 2001 vroeg de Zwitserse maatschappij een concordaat aan bij de Zwitserse rechtbank.

## Faillissement
Na het bekomen van een gerechtelijk akkoord op 3 oktober 2001, verklaarde de handelsrechtbank van Brussel op 7 november 2001 de luchtvaartmaatschappij failliet.
Op 7 november 2001 landde de laatste vlucht van Sabena op Brussels Airport. Sabena-vlucht 690 komende uit Cotonou via Abidjan naar Brussel was de laatste vlucht in de geschiedenis van de maatschappij. Na de vlucht maakten werknemers een menselijke ketting rond het vliegtuig op het tarmac. Het VRT-televisieprogramma "Het leven zoals het is: De Luchthaven" bracht deze historische gebeurtenissen in beeld.
Een team van curatoren rond Christian Van Buggenhout werd aangesteld om het faillissement af te ronden. Na een conflict met de rechter-commissaris die door de rechtbank was aangesteld om de afwikkeling van het faillissement op te volgen werd het team ontheven van de taak. Later kon Van Buggenhout de taak als curator terug opnemen.

## Gevolgen

### Voor Brussels Airport
De gevolgen van het faillissement voor Brussels Airport waren zeer groot. Sabena was in 2001 de grootste gebruiker van de luchthaven.  Door het faillissement van Sabena en aanslagen op de Verenigde Staten op 11 september 2001 zakten de passagiersaantallen met meer dan 25%. Pas in 2014 kwamen de passagiersaantallen weer boven het niveau van voor de crisis van 2001-2002.
De concessie van het Sabena-House (gebouw 26) in Diegem werd door een overeenkomst deels overgedragen aan Brussels Airport Company om er een Crew Center te installeren. In het andere deel vond Brussels Airlines een nieuw hoofdkwartier. De loods van vroegere Sobelair (gebouw 45) werd later verhuurd aan TUI Belgium.

### Verkoop van dochterondernemingen en zakelijke belangen
Bij de afhandeling van het faillissement ging het team van Christian Van Buggenhout gedreven en geduldig te werk. Vlak na het faillissement werden de opbrengsten van wat overbleef van Sabena op zo'n 100 miljoen euro geschat. Van Buggenhout wachtte om de vliegtuigonderdelen meteen na het faillissement te verkopen. Door de aanslagen in New York zouden deze te weinig opbrengen. De continuïteit bij winstgevende dochterbedrijven, zoals Sabena Technics, werden verzekerd. Deze dochterondernemingen werden verkocht toen de markt weer aansloeg. 
Door de langdurige afhandeling van het faillissement verweten critici dat hij het allemaal te lang liet aanslepen. Hierop reageerde de curator dat hij het onderste uit de kan wilde halen en iedereen geven waarop hij recht had. 
Hierdoor leverde Sabena al meer dan één miljard euro op sinds het faillissement 20 jaar geleden. In een interview in november 2021 gaf de curator aan dat hij verwachtte dat de afwikkeling van het faillissement in 2024 zou kunnen afgesloten worden.

#### Grondafhandelaar Sabena Handling
De grondafhandelaar Sabena Handling wist na het faillissement een doorstart te maken door het contract met SN Brussels Airlines in de wacht te slepen. Hierdoor werd Sabena Handling interessant voor overnemers. In 2002 werd Sabena Handling overgenomen door het Spaanse FCC waarna de naam veranderde in Belgian Ground Services (BGS). Tot 2011 werkte de bagageafhandelaar onder de naam Flightcare op de luchthaven waarna het werd overgenomen door Swissport.

#### Belangen in andere luchtvaartmaatschappijen
Voorafgaand aan het faillissement bleken er géén nieuwe geldschieters te zijn gevonden om de luchtvaartmaatschappij over te nemen. De beste optie leek een faillissement en een doorstart door Sabena-dochter DAT.
In 2002 werd de winstgevende dochtermaatschappij Delta Air Transport overgenomen door de SN Airholding van Étienne Davignon en Maurice Lippens. De holding wist voldoende kapitaal bijeen te krijgen om een doorstart te kunnen maken. De naam van de maatschappij veranderde naar SN Brussels Airlines om in 2006 te fusioneren met Virgin Express tot Brussels Airlines.
Sobelair, de andere dochtermaatschappij van Sabena, werd in april 2002 overgenomen door de zakenmannen Aldo Vastapane en Luc Mellaerts met hun bedrijf Belgian World Airlines. Maar na het indienen van een reddingsplan in 2003 werd de maatschappij in 2004 toch failliet verklaard.
Sabena had daarnaast ook nog belangen in verschillende Afrikaanse luchtvaartbedrijven. Deze werden tussen 2001 en 2020 bijna allemaal ten gelde gemaakt. In 2021 verwierf de failliete maatschappij voor 4% van de aandelen van Burundi Airlines. Burundi Airlines ontstond uit een fusie tussen Sobugea en Air Burundi. In 2001 was Sabena aandeelhouder van Sobugea maar kon deze niet verkopen omdat de aandelen niet mochten verkocht worden zonder de toestemming van de andere aandeelhouders en de waardering ervan onduidelijk was. Deze aandelen zouden tussen de 50.000 en 100.000 euro opbrengen volgens de curatoren.

#### Hotels en appartementen
Sabena bezat bij het faillissement vastgoed in onder meer Brussel, Kigali en Kinshasa. Deze werden onder meer gebruikt om het personeel te kunnen laten overnachten.
In 2005 werd het luxe-viersterrenhotel Hôtel des Mille Collines in het centrum van Kigali, Rwanda verkocht aan een Congolese zakenman. Het Memling hotel in Kinshasa werd vanaf 2002 gerenoveerd om vervolgens te worden uitgebaat. Dit om later te worden verkocht en zoveel mogelijk geld te kunnen recupereren.
Er werden in 2016 zo’n 26 appartementen verkocht.

#### Luchtvaartschool
In 2008 werd de luchtvaartschool Sabena Flight Academy in Steenokkerzeel overgenomen door  CAE Oxford Aviation Academy. De school werd overgenomen voor 39 miljoen euro en ging vanaf 2012 verder onder de naam CAE Oxford Aviation Academy Brussels. Het Sabena Airline Training Center in Mesa in Arizona werd eveneens overgenomen door CAE Oxford Aviation Academy en kreeg de naam CAE Oxford Aviation Academy Phoenix.

#### Vliegtuigonderhoud
Sabena Technics, de onderhoudsafdeling van Sabena, werd in 2005 overgenomen door het Franse TAT Industries. In 2006 werd Sabena Technics de internationale merknaam van de onderhoudswerkzaamheden van de TAT-groep. Vanaf 2014 kon Sabena Technics door een management buy-out zelfstandig verder gaan en veranderde de naam in Sabena Aerospace. 

### Politieke gevolgen
Op 20 december 2001 werd er een parlementaire onderzoekscommissie ingericht in het Federaal Parlement. Dit om de oorzaken en gevolgen van het faillissement te onderzoeken.
Door gesprekken met betrokkenen en talrijke archiefstukken concludeerde de commissie dat Swissair werd gezien als belangrijkste verantwoordelijke van het faillissement. Terwijl Sabena in liquiditeitsnood verkeerde kwam de Zwitserse maatschappij haar financiële verplichtingen nooit na.
De aankoop van Avro-toestellen en Airbussen werd gezien als een van de belangrijkste oorzaken van het faillissement. Daarnaast zou Sabena-baas Reutlinger bepaalde belangrijke informatie niet hebben doorgegeven aan de raad van bestuur. Hij een samenwerkingsakkoord hebben aangegaan met Virgin Express en landingsrechten zonder medeweten van de raad van bestuur. De raad van bestuur zou al de tijd een te lakse houding hebben aangenomen en stelde te weinig vragen over groeihypotheses en financiële planning.
Een van de aanbevelingen van de commissie was om de participaties van de overheid in een centraal orgaan actief te gaan beheren.

### Juridische gevolgen
Eind 2003 oordeelde de Brusselse handelsrechtbank dat SAirGroup een deel van zijn verplichtingen niet was nagekomen maar niet verantwoordelijk kon worden gesteld voor het faillissement. Tegen deze uitspraak ging curator Christian Van Buggenhout in beroep.
In Zwitserland was de top van SAirGroup eerder al vrijgesproken. De rechtbank was van mening dat de 19 voormalige bestuurders géén slecht beleid ten laste kon worden gelegd. De Zwitserse uitspraak ging enkel over het beleid van de groep in Zwitserland zelf, niet over de beslissingen bij de buitenlandse filialen.
In deze zaak stapte België ook naar het Internationaal Gerechtshof in Den Haag. Een Zwitserse rechter besliste immers dat de liquidatie van de SAirGroup door kon gaan zonder rekening te houden met uitspraken van het Belgische gerecht. Hiermee verweet België de Zwitsers dat de Conventie van Lugano werd geschonden. Volgens België was het Belgische gerecht exclusief bevoegd om deze rechtszaken te regelen.
Daarnaast dienden zich in 2009 negen personen te verantwoorden voor verschillende beschuldigingen gaande van vervalsing van de boekhouding, witwassen, fiscale fraude en misbruik van vertrouwen. De revisor van Sabena, Pierre Berger van KPMG diende zich te verantwoorden voor het lakse toezicht en dat hij de verdediging van de aankoop van 34 Airbussen op zich zou hebben genomen. Axa-Luxemburg diende zich te verantwoorden voor de uitbetaling van zwarte bonussen.
In 2011 oordeelde het Brusselse hof van beroep dat Swissair en SAirGroup toch verantwoordelijk waren voor het faillissement van Sabena. Het hof oordeelde dat Swissair contractbreuk pleegde door één maand voor het faillissement een beloofde kapitaalverhoging te weigeren. Hierbij kregen de curatoren een voorlopige schadevergoeding toegekend.
In de strafzaak over de fraude was de rechtbank in 2015 van oordeel dat de feiten verjaard waren en dat er géén schadevergoeding diende te worden uitgekeerd. Het Hof van Cassatie bevestigde deze uitspraak waardoor de curatoren zich moesten richten op een burgerlijke procedure om geld te kunnen recupereren.
Er werden meerdere rechtszaken gevoerd tegen Zwitserland en de vennootschappen van Swissair/SAirGroup. De overheid en de curator eisten meer dan twee miljard euro. Er werd 82 miljoen euro toegekend, nog géén 10% van het totaal.